# Dressed for Success
A Dressed for Success című dal a svéd Roxette 1988. augusztus 3-án megjelent első kimásolt kislemeze a Look Sharp! című második stúdióalbumról. A The Look című dal az album harmadik megjelenő kislemeze volt hazájukban, de nemzetközileg az első dal volt. A "Dressed for Success" című dalt nemzetközileg 1989 júniusában jelentették meg a "The Look" sikerét követően, és leginkább Ausztráliában volt slágerlistás, ahol a 3. helyig jutott, és platina helyezést kapott.

## Videoklip
A dalhoz tartozó videóklipet Peter Heath rendezte.

## Megjelenések
Minden dalt Per Gessle írt.
- 7"  Svédország EMI 1363207 ·  Egyesült Királyság EM96[4]
- MC Single  Egyesült Királyság TCEM96

1. "Dressed for Success" – 4:19
2. "The Voice" – 4:16

- MC Single  Amerikai Egyesült Államok EMI USA 4JM-50204

1. "Dressed for Success" – 4:19
2. "The Look" – 4:11

- 12"  SvédországEMI 1363216[5]

1. "Dressed for Success" (The Look Sharp! Remix) – 7:50
2. "Dressed for Success" (Instrumental) – 4:13
3. "Dressed for Success" (7" Version) – 4:13
4. "The Voice" – 4:16

- 12" Egyesült KirályságEMI 12EM96

1. "Dressed for Success" (Remix) – 6:30
2. "The Look" (Big Red Mix) – 7:32
3. "The Voice" – 4:16

- CD Single  Egyesült KirályságEMI CDEM96

1. "Dressed for Success" (7" Version) – 4:13
2. "The Look" (7" Version) – 3:57
3. "Dressed for Success" (Remix) – 6:30
4. "The Voice" – 4:16

## Közreműködő előadók
- Marie Fredriksson- ének, háttérének
- Per Gessle – ének, háttérének
- Anders Herrlin – producer, hangmérnök
- Jonas Isacsson – elektromos és akusztikus gitárok
- Clarence Öfwerman – billentyűs hangszerek, programok
- Alar Suurna – hangmérnök

## Slágerlista
| Slágerlista (1988–89)                 | Legjobb helyezések |
| ------------------------------------- | ------------------ |
| Ausztrália (ARIA)                     | 3                  |
| Ausztria (Ö3 Austria Top 40)          | 6                  |
| Belgium (Ultratop 50 Flanders)        | 23                 |
| Kanada Top Singles (RPM)              | 10                 |
| Németország (Media Control Charts)    | 16                 |
| Írország (IRMA)                       | 14                 |
| Italy (FIMI)                          | 14                 |
| Japan International (Oricon)          | 4                  |
| Új-Zéland (Recorded Music NZ)         | 36                 |
| Poland Airplay (ZPAV)                 | 10                 |
| Spain (AFYVE)                         | 12                 |
| Svédország (Sverigetopplistan)        | 2                  |
| Svájc (Schweizer Hitparade)           | 4                  |
| Egyesült Királyság (UK Singles Chart) | 18                 |
| US Billboard Hot 100                  | 14                 |

| Slágerlista (1989)                  | Helyezés |
| ----------------------------------- | -------- |
| Australian Singles (ARIA)           | 20       |
| Canadian Singles (RPM)              | 91       |
| Italian Singles (FIMI)              | 73       |
| Swiss Singles (Schweizer Hitparade) | 29       |
| US Radio Songs (Billboard)          | 142      |

### Minősítések
| Ország                | Minősítés | Eladások |
| --------------------- | --------- | -------- |
| Ausztrália ARIA       | platina   | 70.000   |
| Kanada (Music Canada) | arany     | 50.000   |
| Svédország (GLF)      | arany     | 25.000   |